# Nazi Paikidze
Nazi Paikidze (auch in deutscher Transkription Nasi Paikidse; georgisch ნაზი პაიკიძე; russisch Нази Паикидзе, * 27. Oktober 1993 in Irkutsk) ist eine aus Georgien stammende Schachmeisterin. Seit Oktober 2014 spielt sie für den US-amerikanischen Schachverband, dessen Meisterschaft der Frauen sie 2016 und 2018 gewann.

## Leben
Nazi Paikidzes Eltern unterrichteten als Lehrer in Irkutsk. Als sie vier Jahre alt war, zog die Familie nach Tiflis, wo sie aufwuchs. Die Familie lebt seit 2006 in Moskau. Ihr Bruder war Fußballspieler. Das Schachspiel hat sie mit fünf Jahren gelernt. Sie wird seit 2008 von Wladimir Below trainiert.
Paikidze erzielte schon im Juniorenbereich sehr gute Ergebnisse, sie wurde 2003 U-10-Europameisterin in Budva, U-12-Europameisterin in Herceg Novi 2005, U-14-Weltmeisterin in Kemer 2007, U-14-Europameisterin in Šibenik 2005, U-16-Weltmeisterin in Vũng Tàu 2008 und U-16-Europameisterin in Herceg Novi 2008. Paikidze siegte 2010 bei der Moskauer Frauenmeisterschaft. Beim Tschigorin-Memorial in Sankt Petersburg im selben Jahr erreichte sie den 54. Platz, wobei sie die beste Frau unter den Teilnehmern war, mit einer Elo-Performance von 2563. Sie wurde mit einer Elo-Performance von 2528 Vierte bei der 60. russischen Frauenmeisterschaft in Sankt Petersburg im Jahr 2010.
Paikidze nahm mit der georgischen Frauenmannschaft an der Mannschaftseuropameisterschaft 2011 teil und erreichte den dritten Platz. In der deutschen Frauenbundesliga spielte sie in der Saison 2011/12 für den SC Bad Königshofen, in der United States Chess League spielte sie 2012 bei den Baltimore Kingfishers.
Paikidze trägt seit 2009 den Titel Internationaler Meister der Frauen (WIM). Sie hatte zu diesem Zeitpunkt bereits fünf Normen erfüllt, nämlich im Juli 2007 bei einem IM-Turnier in Dmitrow, im Februar 2008 beim B-Turnier des Aeroflot Opens in Moskau, im August 2008 bei der Juniorinnenweltmeisterschaft in Gaziantep, im Oktober 2008 bei der Weltmeisterschaft U16 weiblich in Vũng Tàu und im Januar 2009 bei der georgischen Frauenmeisterschaft in Tiflis. Die WIM-Normen beim Aeroflot Open 2008 und bei der georgischen Frauenmeisterschaft 2009 galten gleichzeitig als WGM-Normen, eine dritte Norm erfüllte Paikidze im Februar 2010 beim Frauenturnier des Moskauer Opens, so dass sie 2010 zur Großmeister der Frauen (WGM) ernannt wurde. 2012 wurde Paikidze der Titel Internationaler Meister (IM) verliehen. Ihre drei WGM-Normen galten auch als IM-Normen, eine weitere Norm erfüllte sie bei Europameisterschaften der Frauen 2011 in Tiflis. Im April 2016 gewann sie die Frauenmeisterschaft der Vereinigten Staaten. 
Im September 2016 gab Paikidze bekannt, aus Protest gegen die Unterdrückung der Frauen und die gesetzliche Pflicht zum Tragen eines Hidschāb im Iran nicht an der dort stattfindenden Schachweltmeisterschaft der Frauen 2017 teilzunehmen. Auch weitere Spielerinnen der Weltspitze wie Hou Yifan und Marija Musytschuk entschlossen sich zum selben Schritt. Es wäre Paikidzes erste Schachweltmeisterschaft gewesen.
2018 gewann Paikidze erneut die Frauenmeisterschaft der Vereinigten Staaten.
Paikidze studiert Wirtschaftsinformatik (Information Systems) an der University of Maryland, Baltimore County.